# Al Green
Albert "Al" Green, född 13 april 1946 i Forrest City i Arkansas, är en amerikansk gospel- och soulsångare och pastor.
Al Green började sjunga gospel i mycket unga år. Han gick över till soul i slutet av 1960-talet, inspirerad av sångare som Jackie Wilson, Elvis Presley och Wilson Pickett. Hans första album Back Up Train släpptes på ett litet lokalt skivbolag, men titelspåret blev en singelframgång på Billboards R&B-singellista. 1968 stiftade han bekantskap med producenten Willie Mitchell, och de inledde ett långvarigt och framgångsrikt samarbete som varade till 1976, och sedan återupptogs sporadiskt. Greens genombrott kom med hans tredje album Al Green Gets Next to You 1971. Skivan innehöll låten "Tired of Being Alone" som blev en stor singelframgång både i USA och Storbritannien. Med nästa album Let's Stay Together fick Green sin enda singeletta i USA med titelspåret. Den följdes upp av hits som "I'm Still in Love With You", "You Ought to Be with Me" (båda 1972), "Call Me" (1973), "Sha-La-La (Make Me Happy)" (1974) och "L-O-V-E (Love)" (1975). 
Från 1975 och framåt sålde både hans album och singlar sämre. Hans album fick ändå fortsatt erkännande av musikkritiker. Hans musik fick en alltmer religiös prägel, och hans sista album med sekulär musik från perioden, Truth N' Time, utkom 1978. Denna gjorde inget större väsen av sig. Han återvände sedan helt till sina gospelrötter och utgav på 1980-talet en radda religiösa musikalbum. Samtidigt verkade han som predikant. Han gjorde 1988 ett återtåg in på amerikanska singellistan tillsammans med Annie Lennox i en duettcover av Jackie DeShannon-låten "Put a Little Love in Your Heart" och började sedan släppa "världslig" musik igen.
Al Green blev invald i Rock and Roll Hall of Fame 1995. År 2000 gav han ut självbiografin Take Me to the River, döpt efter en av hans mest uppmärksammade kompositioner. Nya studioalbum utkom sedan 2003, 2005 och 2008, de två första producerades åter igen av Willie Mitchell.

## Diskografi
- 1967 – Back Up Train
- 1970 – Green Is Blues

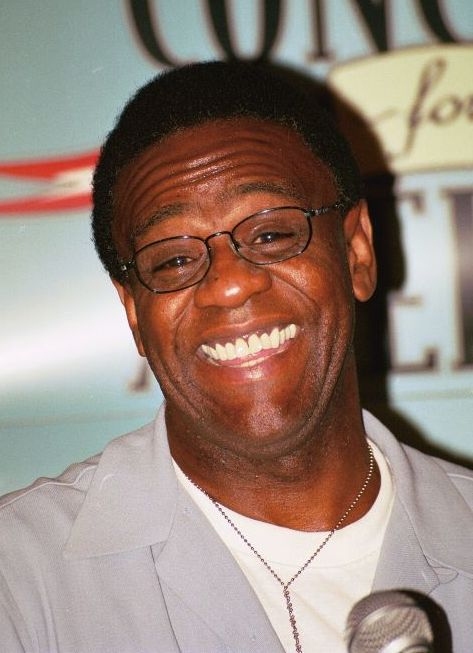
Al Green, 2001.

- 1971 – Al Green Gets Next to You
- 1972 – Let's Stay Together
- 1972 – I'm Still in Love With You
- 1973 – Call Me med låten Call Me (Come Back Home)
- 1973 – Livin' for You
- 1974 – Al Green Explores Your Mind
- 1975 – Al Green Is Love
- 1976 – Full of Fire
- 1976 – Have a Good Time
- 1977 – The Belle Album
- 1978 – Truth N' Time
- 1980 – The Lord Will Make a Way
- 1981 – Higher Plane
- 1981 – Tokyo Live
- 1982 – Precious Lord
- 1983 – I'll Rise Again
- 1983 – The Christmas Album
- 1985 – He Is the Light
- 1986 – Trust in God
- 1986 – White Christmas
- 1987 – Soul Survivor
- 1989 – I Get Joy
- 1990 – From My Soul
- 1992 – Love Is Reality
- 1993 – Gospel Soul
- 1995 – Your Heart's in Good Hands
- 2001 – Feels Like Christmas
- 2003 – I Can't Stop
- 2005 – Everything's OK
- 2008 – Lay It Down